# فرناندو كروز
فرناندو كروز (بالإسبانية: Fernando Cruz)‏ هو دراج كولومبي، ولد في 15 فبراير 1953.

## وصلات خارجية
- فرناندو كروز على موقع أرشيف الدراجات (الإنجليزية)
- فرناندو كروز على موقع إحصائيات الدراجات الإحترافية (الإنجليزية)
- فرناندو كروز على موقع أوليمبيديا (الإنجليزية)